# Miraveche
Miraveche è un comune spagnolo di 75 abitanti situato nella comunità autonoma di Castiglia e León.
Il comune comprende la località di Silanes.